# Souš (Most)
Souš (dříve také Čouš, německy Tschausch) je evidenční část města Mostu v okrese Most v Ústeckém kraji. Současná zástavba je jen menší část původní obce, která byla v šedesátých letech 20. století zbořena kvůli těžbě hnědého uhlí. Zaniklá obec se nacházela zhruba 3,5 km severozápadním směrem od centra současného Mostu v nadmořské výšce 230 metrů. Dnešní čtvrť se rozkládá na severozápadním úpatí kopců Hněvín a Široký vrch, které ji oddělují od Mostu, ze severu ji vymezuje dopravní koridor se silnicí I/13 (E442) a Železniční trať Ústí nad Labem – Chomutov.
Katastrální území Souš je menší než stejnojmenná evidenční část obce. Evidenčně je ke katastrálně vymezené Souši přičleněna ještě část katastrálního území Most II, a to osídlení severně od Hněvína a Širokého vrchu, což jsou základní sídelní jednotky Na Novém světě a Souš. Dnešní základní sídelní jednotka Souš tedy paradoxně vůbec neleží v katastrálním území Souš, protože zbytky zástavby původní Souše byly katastrálné připojeny k novému Mostu. 

## Název
Název vesnice je odvozen jako obecné jméno označující suchou zemi nebo strom. V historických pramenech se jméno vsi brzy poněmčilo a objevuje se ve tvarech: Zewss (1312), Czus (1326), Zusch (1328), Czaws (1350), in Suss (1360), Czous (1352), Czeus (1369), Czus (1384–1399), Czaus (okolo roku 1405), Sausse (1403), Sussie (1406), Czawss (1423), Czawsch (1455), Tzawsch (1456), v Souši (1488), Sussie (1507), k Souši (1532), „v dotčené vsi Cziaussych“ (1580), Sausse jinak Cziausz (1591), ve vsi Cziaussi (1594), Saussi (1599), Cžausch (1787) a Tschausch (1846). V roce 1921 se změnil dosavadní český úřední název Čauš na dnešní Souš.

## Historie

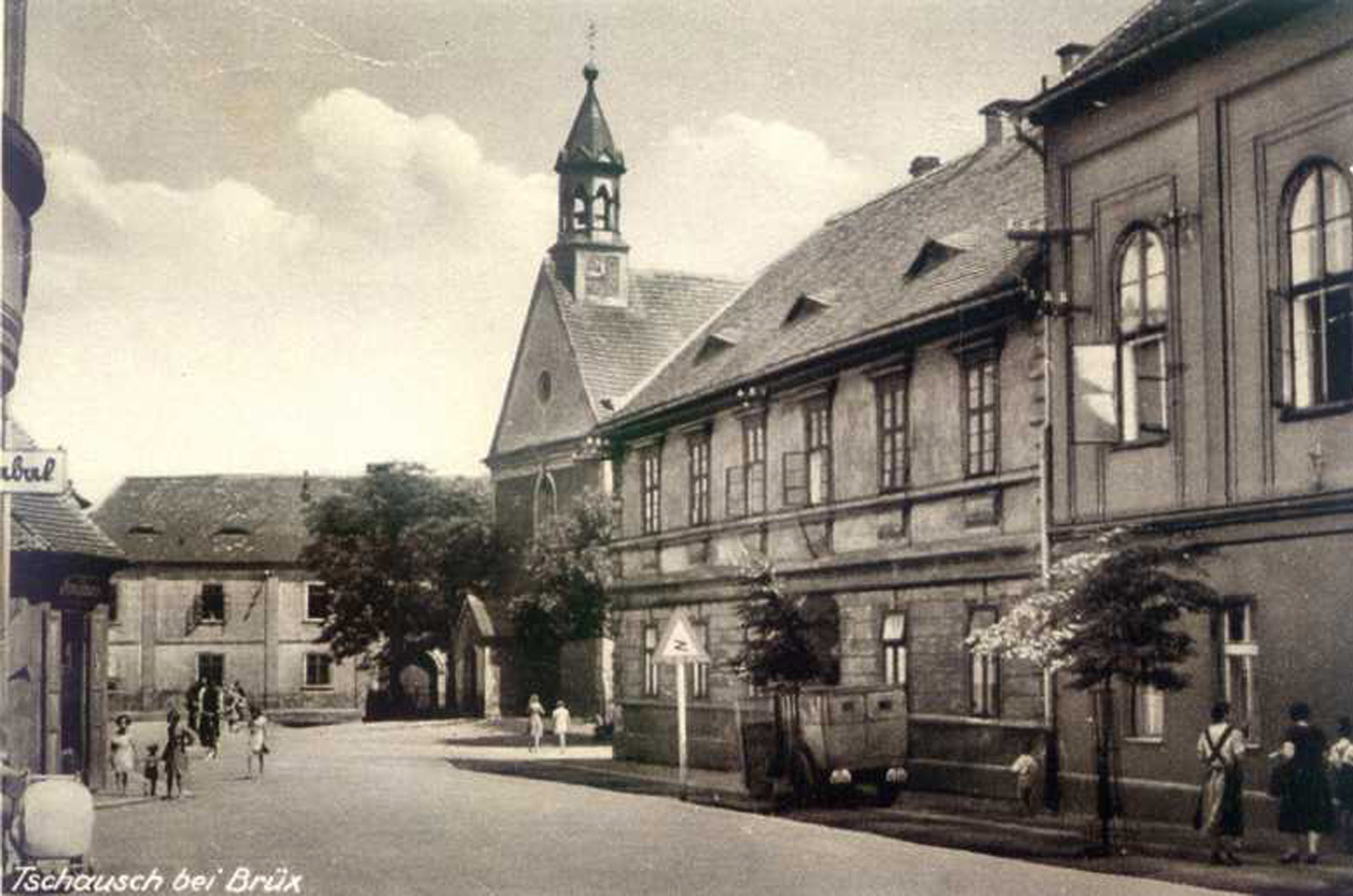
Zbořená část Souše

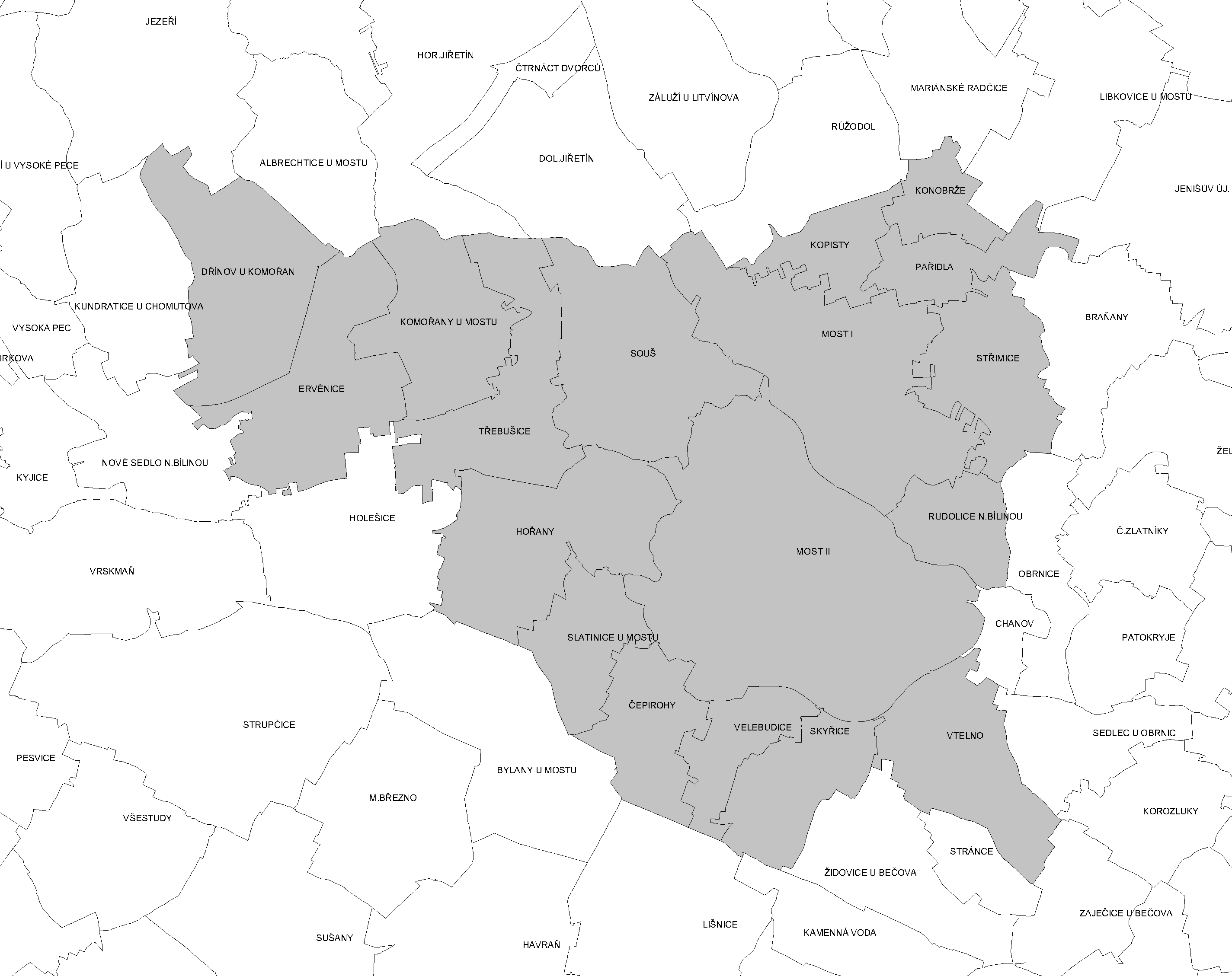
Katastrální území Mostu

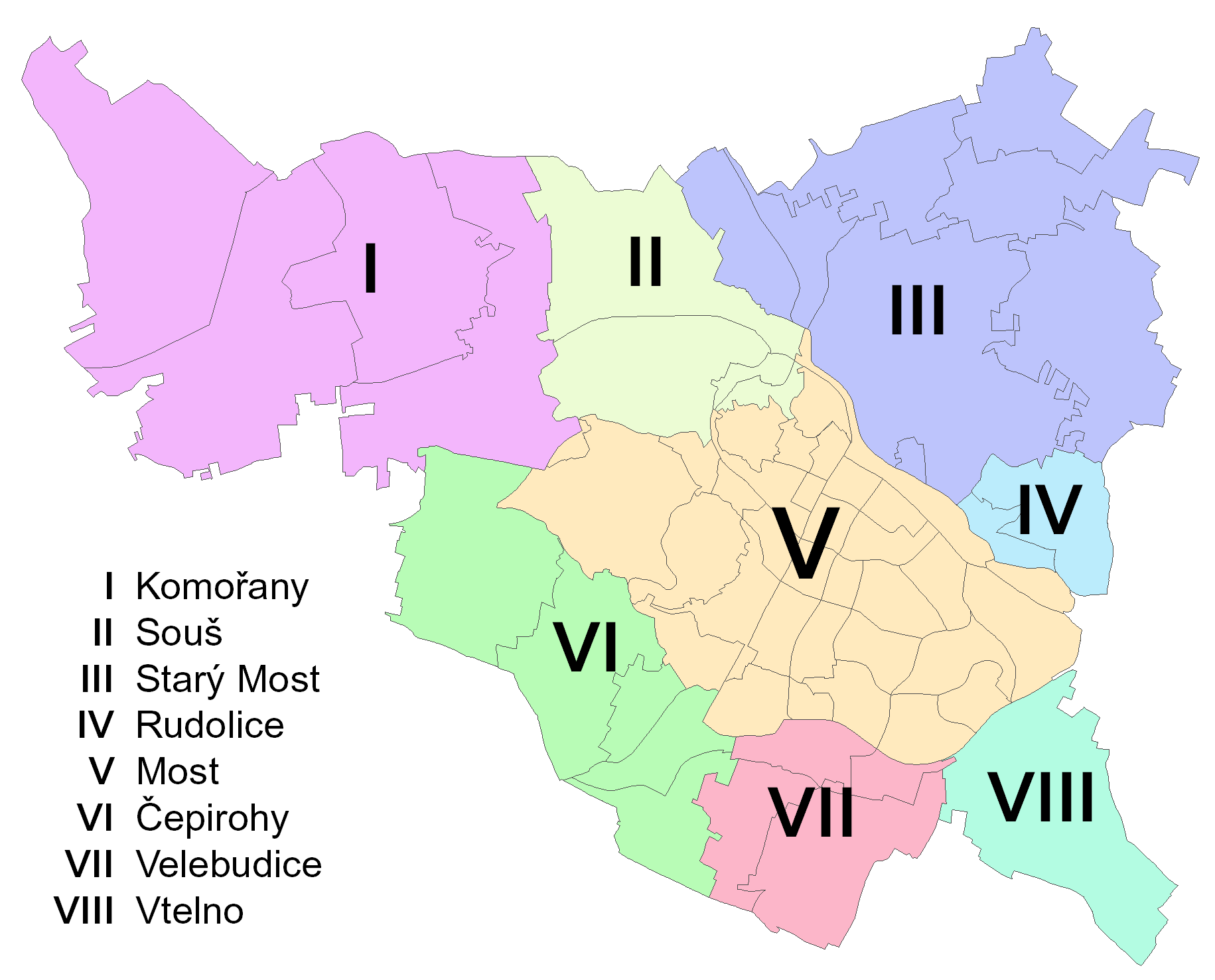
Místní části Mostu

Jméno obce odkazuje, že se nacházela na suchém místě poblíž Komořanského jezera. Známky osídlení v oblasti pozdější Souše právě na břehu tohoto jezera pocházejí z období mezolitu. První písemná zmínka o Souši pochází z roku 1312, kdy ji vlastnil mostecký měšťan Jan z Werberku. V roce 1352 je poprvé zmiňován farní kostel. Ve 14. století byla vesnice v majetku drobné šlechty a část svých příjmů odváděla klášteru v Oseku. Ve druhé polovině 15. století zde sídlil vladycký rod z Duban. V roce 1505 prodali bratři Beneš a Zikmund z Duban ves městu Mostu. Město ji však již v roce 1507 prodalo i se sousedními Třebušicemi pánovi na mosteckém hradu Janovi z Veitmile. V roce 1595 císař Rudolf II. prodal hrad městu Mostu a obec se tak opět ocitla v majetku města. Stala se součástí městského panství Kopisty a zůstala v něm až do roku 1848. Po roce 1850 se stala samostatnou obcí.
V roce 1605 se v obci poprvé zmiňuje škola. Od konce 19. století dochází k rozvoji těžby hnědého uhlí. V okolí Souše vzniká mnoho dolů, které způsobily rychlý nárůst počtu obyvatel. Horníci přicházeli především z vnitrozemí, takže se zvyšoval počet obyvatel české národnosti. V roce 1887 byla v Souši zřízena první česká škola na Mostecku.
V šedesátých letech 20. století byla většina obce zbourána a v roce 1971 bylo zbývající území připojeno k Mostu.

## Obyvatelstvo
Při sčítání lidu v roce 1921 ve vsi žilo 4 326 obyvatel (z toho 2 213 mužů), z nichž bylo 3 592 Čechoslováků, 714 Němců, dva příslušníci jiné národnosti a osmnáct cizinců. Z nich bylo 3 003 bez vyznání, k římskokatolické církvi se hlásilo 1 246 obyvatel, 45 lidí bylo evangelíky, 26 členy církve československé a šest jich patřilo k nezjišťovaným církvím. Podle sčítání lidu z roku 1930 měla vesnice 4 751 obyvatel: 4 029 Čechoslováků, 697 Němců, jeden Žid, dva příslušníci jiných národností a 22 cizinců. Počet lidí bez vyznání stoupl na 3 124 a počet římských katolíků na 2 491. Kromě nich byl v Souši jeden žid, 43 evangelíků, 85 členů církve československé a sedm členů nezjišťovaných církví.
|           | 1869 | 1880  | 1890  | 1900  | 1910  | 1921  | 1930  | 1950  | 1961  | 1970 | 1980 | 1991 | 2001 | 2011 |
| --------- | ---- | ----- | ----- | ----- | ----- | ----- | ----- | ----- | ----- | ---- | ---- | ---- | ---- | ---- |
| Obyvatelé | 378  | 1 804 | 2 665 | 3 803 | 4 082 | 4 326 | 4 751 | 3 583 | 2 726 | 368  | 331  | 383  | 436  | 530  |
| Domy      | 60   | 87    | 146   | 221   | 246   | 262   | 373   | 480   | 457   | 98   | 100  | 159  | 158  | 198  |

## Pamětihodnosti
- Kostel sv. Martina původně gotický, v roce 1752 přestavěn, zbourán spolu s obcí
- Socha svatého Prokopa byla přemístěna do Vtelna
- Židovský hřbitov. Hřbitov je od roku 1996 kulturní památkou.
- Vodní nádrž Matylda – zatopený a rekultivovaný bývalý Lom Vrbenský, dnes rekreační vodní plocha
- Autodrom Most, který k obci přiléhá ze západu vystavěný v letech 1978–1983 na výsypce Lomu Vrbenský.